# Amblyomma hebraeum
Amblyomma hebraeum (лат.) — вид клещей рода Amblyomma из семейства Ixodidae. Африка: Зимбабве, Мозамбик (юг), Ботсвана (восток), Свазиленд и Южно-Африканская Республика. Переносчик риккетсий Rickettsia africae, вызывающих африканскую клещевую лихорадку (African tick bite fever), а также риккетсий Ehrlichia ruminantium, Theileria mutans. Вид был впервые описан в 1844 году немецким энтомологом и арахнологом Карлом Людвигом Кохом (Carl Ludwig Koch, 1788—1857).